# Exmes
Exmes település Franciaországban, Orne megyében. Lakosainak száma 273 fő (2018. január 1.). Exmes Avernes-sous-Exmes, La Cochère, Courménil, Ginai, Le Pin-au-Haras és Villebadin községekkel határos.

## Népesség
A település népességének változása:
| Lakosok száma | 303  | 293  | 290  | 273  |
|               | 2013 | 2015 | 2017 | 2018 |